# فراس أبو عقل
فراس أبو عقل، (من مواليد 8 فبراير 1997)، لاعب كرة قدم فلسطينيّ (من عرب ال48)، لاعب في المركز الوسط في فريق جابالا في الدّوري الأذربيجاني الممتاز.

## المهنة الكروية
ولد أبو عقل في مدينة أم الفحم في إسرائيل لعائلة عربية مسلمة. بدأ أبو عقل مسيرته المهنية في فريق مكابي باركاي للأطفال (مكابي باركاي). في سن الرّابعة عشر التحق بقسم الشّباب في بيتار طبرق. في صيف 2017 وقع أبوعقل مع هبوعيل أم الفحم من دوري الدّرجة الأولى الشّمالي. في 8 أيلول، ظهر أبوعقل لأول مرة في الفريق بخسارة 0-2 أمام هبوعيل روبي شابيرا حيفا. في 16 آذار 2018، سجل أبو عقل هدفه الأول للفريق في فوز بنتيجة 0-3 ضد الطيرة. من الجدير بالذّكر انّه لعب مباراته الأولى في هبوعيل عيروني في مباراة هبوعيل عسقلان-هابويل عيروني في 27 آب 2018. وانتهت المباراة بفوز هابويل عسقلان 2-1. كما أنّه في صيف 2018 وقع أبو عقل مع هبوعيل أكسال من الدّرجة الممتازة. وقدم أبو عقل 29 مباراة بالزي الرسمي للفريق بدون أهداف. في نهاية الموسم، هبط أكسال إلى دوري الدّرجة الأولى.
لعب أول مباراة له في أشدود في 19 آب 2019 في مباراة أشدود وأبناء يهودا. فراس أبو عقل الذي بدأ المباراة في التّشكيلة الأساسية، تم استبداله في الدّقيقة 59. انتهت المباراة بالتّعادل1-1
في تموز / يوليو 2019، تم فحص أبو عقل في مستشفى أشدود من الدّوري الممتاز وفي 8 آب 2019 وقع أبو عقل مع فريق اشدود. في 24 آب(2)، ظهر لأول مرة في الدّوري الإنجليزي الممتاز بعد تعادله 1-1 مع هبوعيل الخضيرة.
في 5 تموز 2022 ، وقع رسميًا عقدًا مع جبالة. لعب أول مباراة له في جبالة في مباراة فيهيرفار-غابالا التي أقيمت في 21 تموز 2022. انتهت المباراة بفوز فيهيرفار بنتيجة 4-1.